# مقاطعة أوزبكستان
مقاطعة أوزبكستان هي تقسيم إداري في ولاية فرغانة في أوزبكستان. مركزها مدينة يايبان.